# Xenodens
Xenodens ("diente extraño") es un género dudoso extinto de lagarto marino perteneciente a la familia de los mosasáuridos. Solo incluye a una especie, X. calminechari (del árabe کالمنشار, que significa "como una sierra"), cuyos restos se encontraron en los depósitos de fosfatos de finales de la época del Maastrichtiense de la Cuenca Ouled Abdoun, Marruecos. Se considera que su pariente más cercano era el género durófago Carinodens.
Probablemente sea falso porque cuatro coronas de dientes parecían ocupar solo dos alvéolos, segundo, había evidencia de algo que parecía como que era un adhesivo que unía las coronas de los dientes a la mandíbula en sus lados laterales y el fósil provino de un área conocida por producir especímenes manipulados y falsificados.
Con una longitud estimada en alrededor de 1.6 metro, este pequeño mosasáurido fue nombrado por sus distintivos dientes cortos y en forma de hoja que formaban un conjunto de mandíbulas en forma de sierra. La forma de estos dientes es una característica que nunca había sido observada en ningún otro tetrápodo pero son convergentes con las mandíbulas de los actuales mielgas y pirañas. Con base en el comportamiento de alimentación de estos animales, los paleontólogos creen que Xenodens usaba su dentadura especializada para consumir una dieta variada de cefalópodos, crustáceos, peces y que consumía carroña de grandes reptiles marinos.